# Ronnie Lane
Ronald Frederick Lane, detto Ronnie (Plaistow, 1º aprile 1946 – Trinidad, 4 giugno 1997), è stato un musicista inglese, fondatore e bassista dello storico gruppo degli Small Faces con Steve Marriott, Ian McLagan e Kenney Jones.

## Carriera
Il gruppo degli Small Faces era composta da Lane al basso, Marriott come chitarrista e cantante, Jones alla batteria e Jimmy Winston alle tastiere. Nel novembre 1965 Winston è stato sostituito da Ian McLagan.
Il gruppo si è sciolto nel 1969 dopo l'addio di Marriott.
Lane ha formato i Faces con McLagan, Jones, Ronnie Wood e Rod Stewart nel 1969. Il gruppo è stato attivo fino al 1975 e ha pubblicato quattro album in studio.
Dopo essersi trasferito in Galles, ha fondato un altro gruppo chiamato Slim Chance, con cui pubblicherà tre album, l'ultimo dei quali nel 1976.
Nel 1974 ha debuttato da solista con l'album Anymore for Anymore, coprodotto da Glyn Johns. Ha fatto seguito Ronnie Lane's Slim Chance, uscito nel 1975, e One for the Road (1976).
Nel 1976 pubblica l'album Mahoney's Last Stand, realizzato con Ronnie Wood e inizialmente progettato come colonna sonora di un film canadese del 1972.
Alla fine degli anni settanta, prima di ammalarsi di sclerosi multipla, contribuisce, con il suo richiestissimo studio di registrazione, alla realizzazione di importanti album dell'epoca, fra cui Rainbow Album di Eric Clapton e Quadrophenia degli Who.
Del 1977 è l'album Rough Mix, pubblicato a nome di Lane e di Pete Townshend.
Proprio durante la realizzazione di Rough Mix, gli è stata diagnostica la sclerosi multipla, malattia della quale ha sofferto per oltre venti anni. Tuttavia ha continuato a lavorare soprattutto in Texas fino ai primi anni '90.
Nel 1994 si è spostato in Colorado con la moglie Susan. È morto nel giugno 1997.

## Discografia parziale
Small Faces
- 1966 - Small Faces
- 1967 - Small Faces
- 1968 - Ogdens' Nut Gone Flake

Faces
- 1970 - First Step
- 1971 - Long Player
- 1971 - A Nod Is as Good as a Wink... to a Blind Horse
- 1973 - Ooh La La

Solista
- 1974 - Anymore for Anymore
- 1974 - Ronnie Lane's Slim Chance
- 1976 - One for the Road
- 1979 - See Me

Album collaborativi
- 1970 - Happy Birthday (con Pete Townshend e altri)
- 1976 - Mahoney's Last Stand (con Ronnie Wood)
- 1977 - Rough Mix (con Pete Townshend)